# Caracallas termer

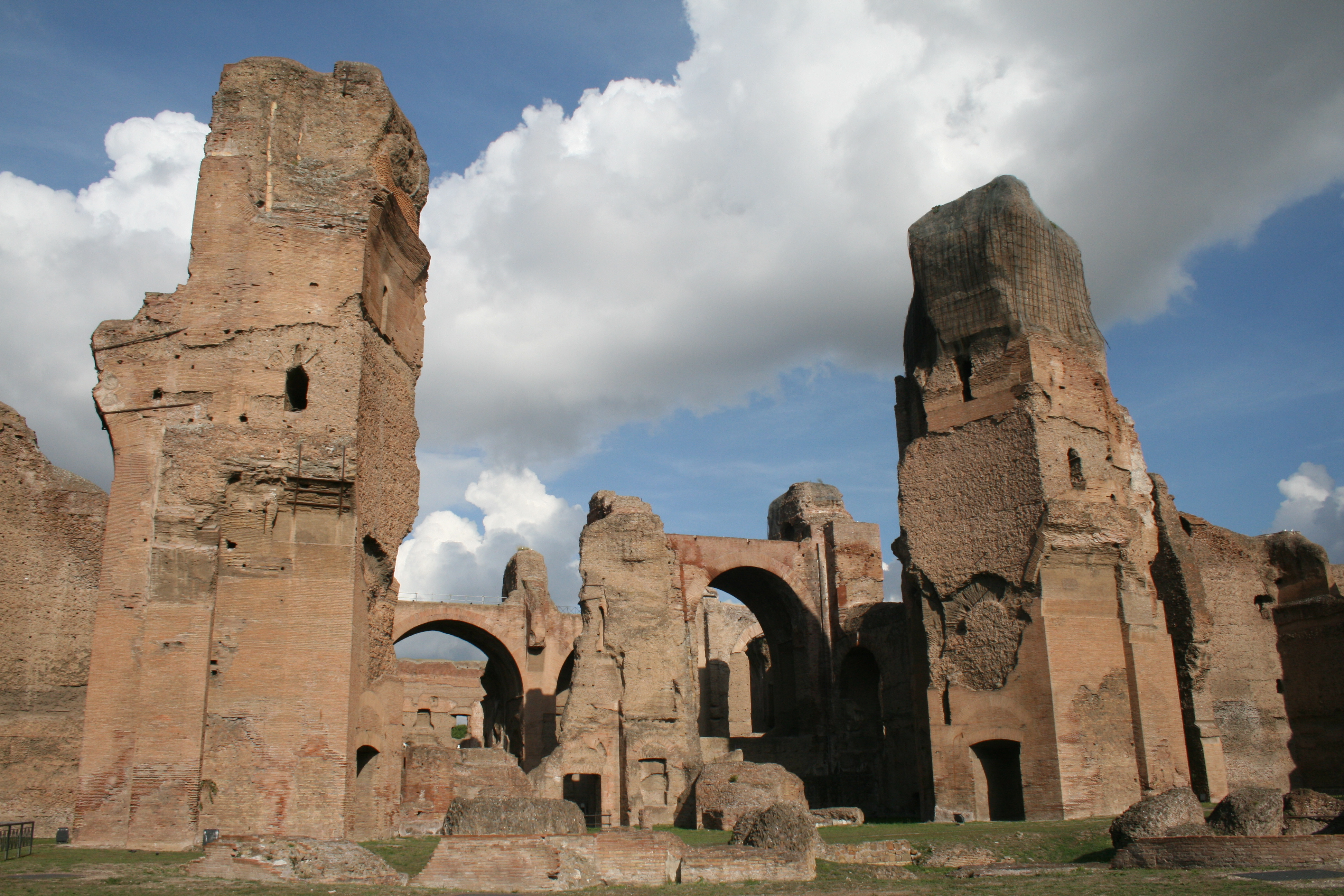
Caracallas termer idag.

Caracallas termer (italienska Terme di Caracalla) är en antik badanläggning, belägen i södra Rom.
Termerna uppfördes av den romerske kejsaren Caracalla 211–216.
Badanläggningen var cirka 228 m lång, 116 m bred och 38,5 m hög. Omkring 2 000-3 000 personer fick plats. Den innehöll frigidarium (kallbad), tepidarium (medeltempererat rum), caldarium (varmrum) och två palaestrae (gymnastikhall). En del av termerna är en akvedukt för att transportera in vatten.
På sommaren använder Teatro dell'Opera di Roma platsen som scen.

## Galleri

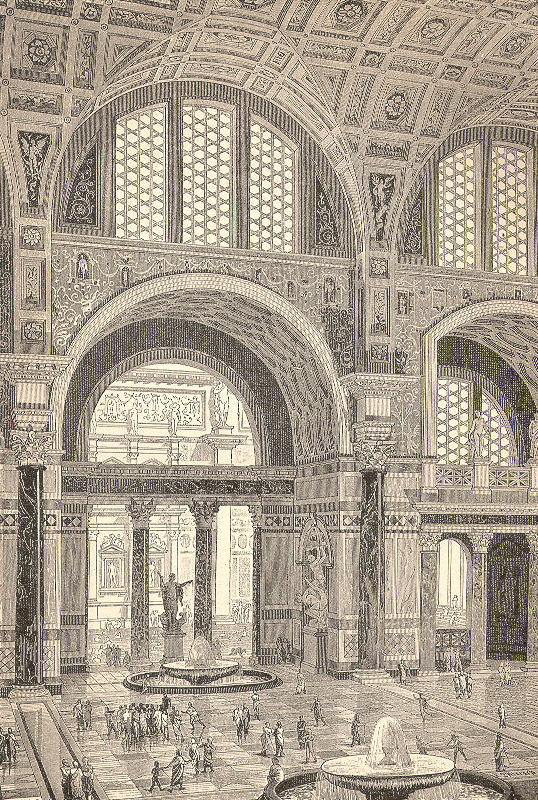
Frigidarium (1891).
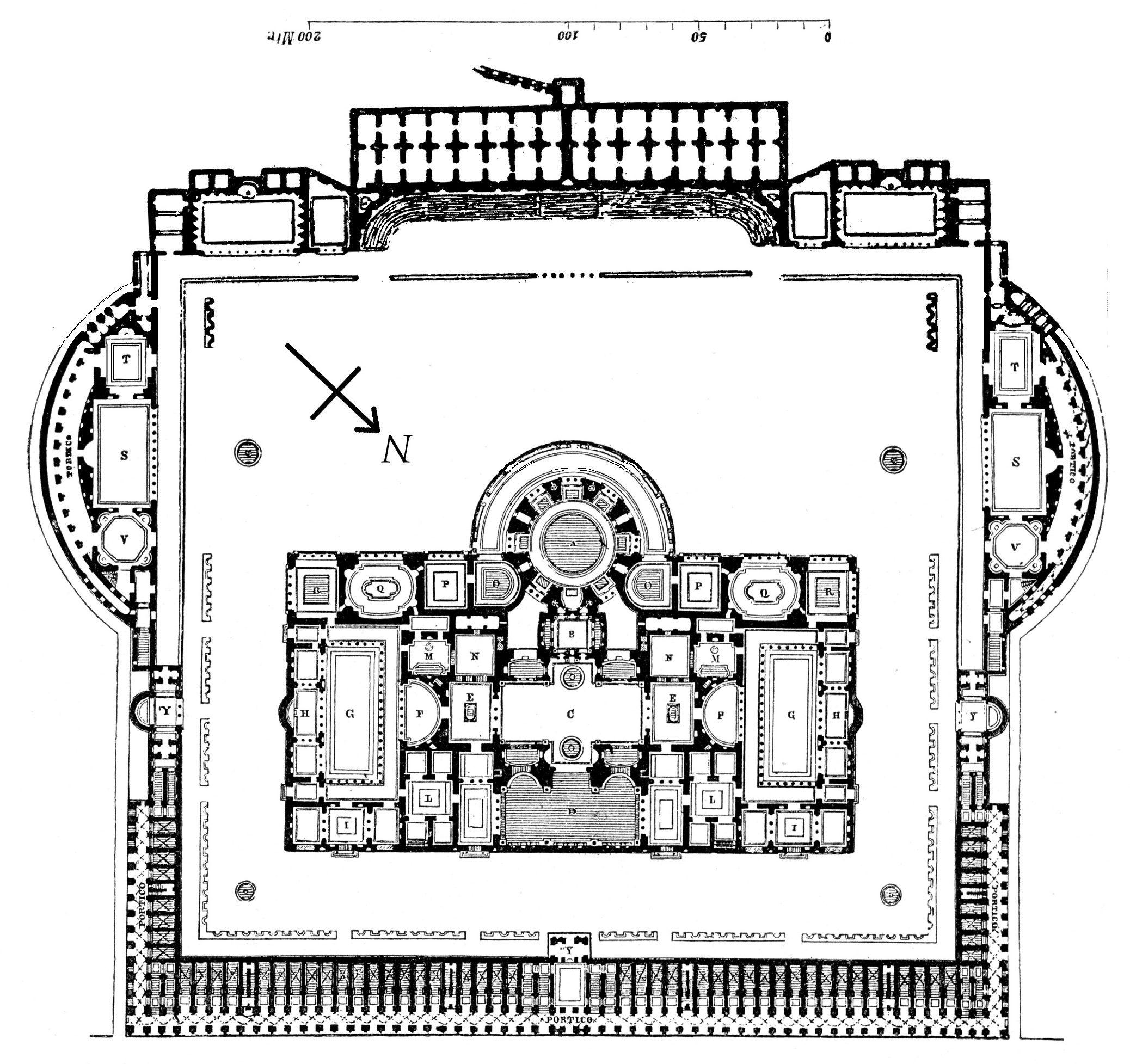
Rekonstruktion.
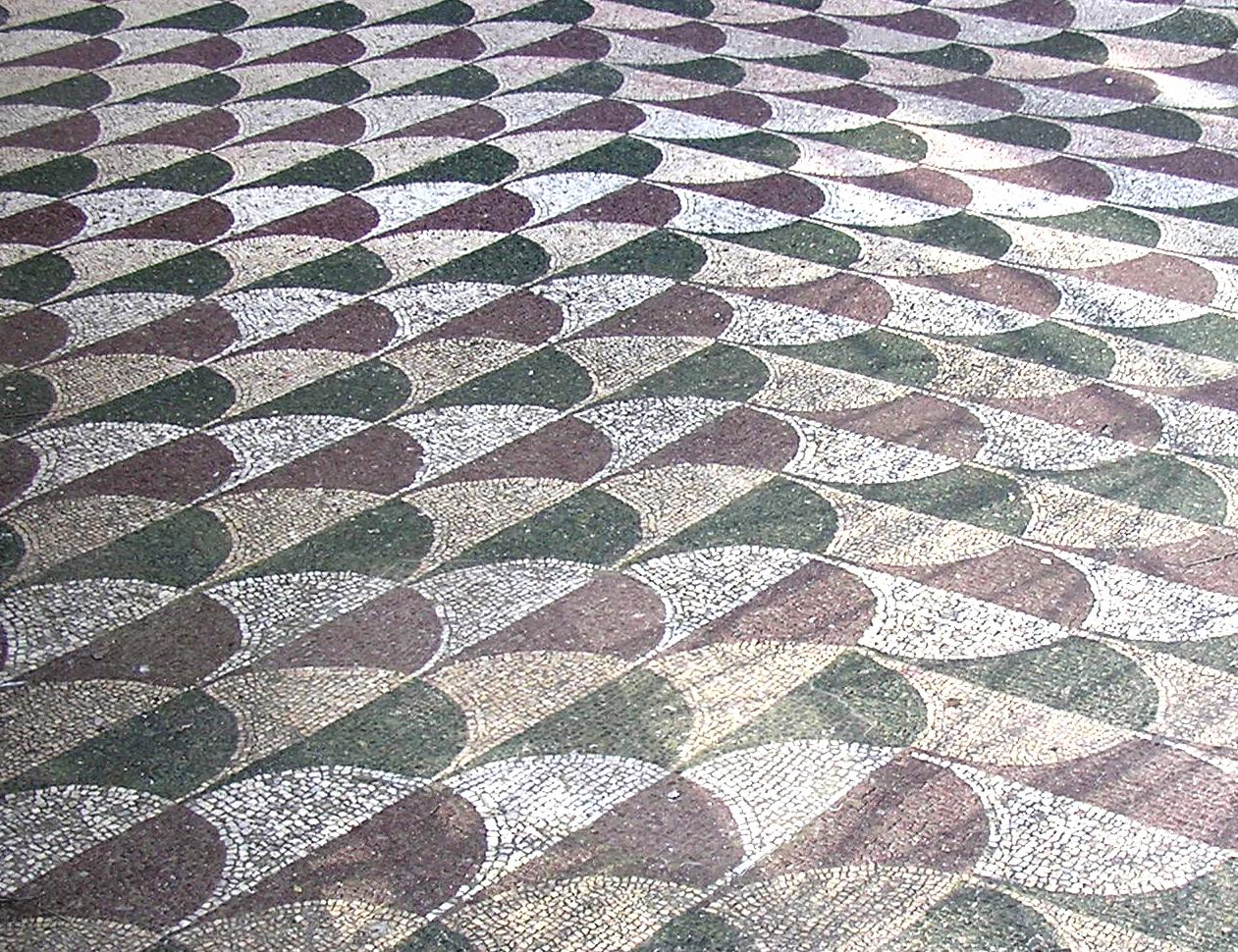
Mosaik.
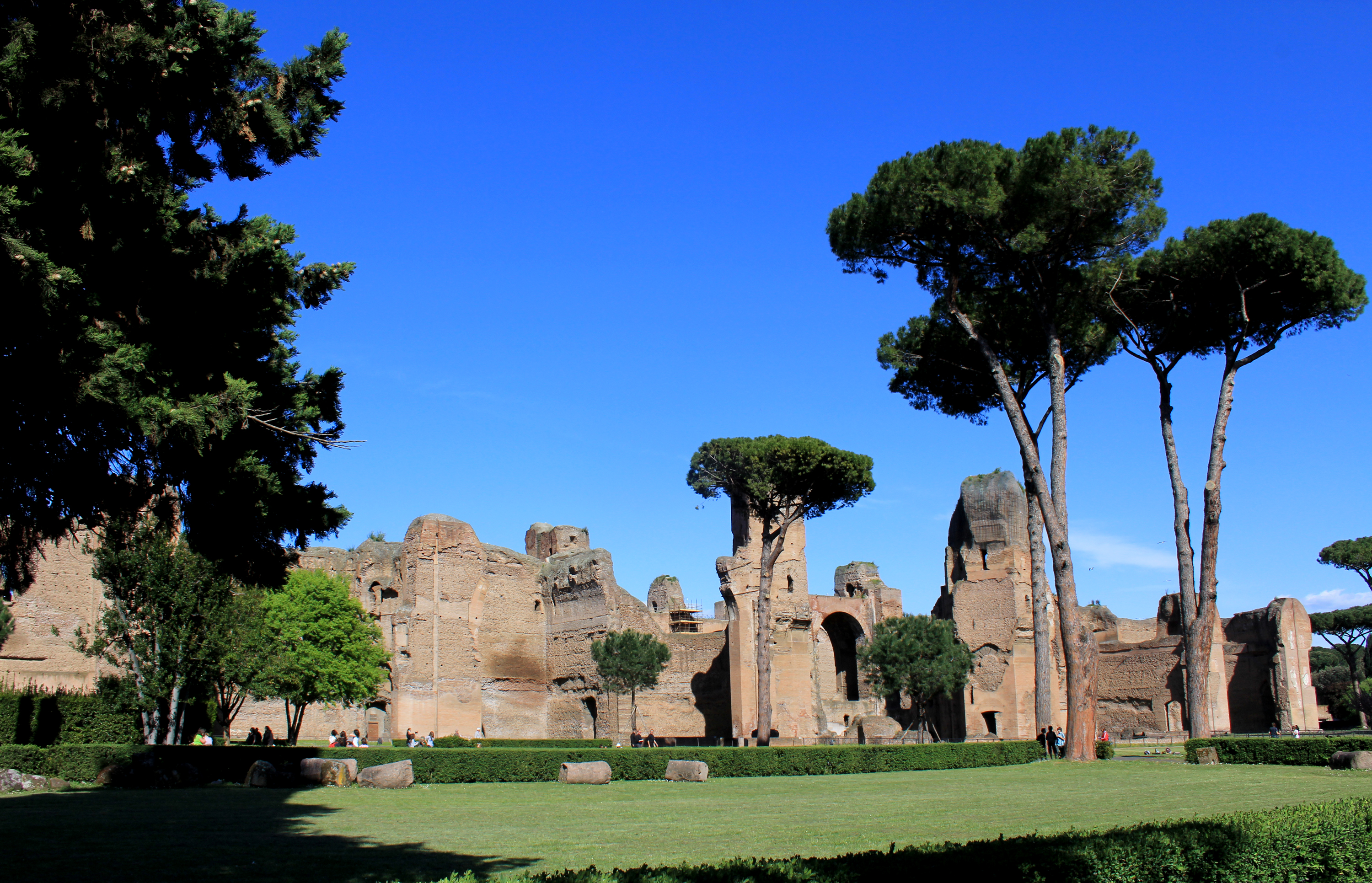
Exteriör.